# Skating with the Stars
Skating with the Stars (SWTS) est une émission de télé-réalité, centrée sur le patinage artistique diffusée aux États-Unis sur ABC.
C'est l'adaptation de Dancing on Ice.

## But du jeu
Les règles sont similaires à celle de Dancing with the Stars, sauf que cette fois le couple (célébrité-professionnel) doit danser en patinant sur glace. Chaque semaine les couples sont notés par un jury de professionnel, et un couple est éliminé par le public.
En 2006, la Fox avait lancé cette émission sous le nom : Skating with Celebrities. L'émission ne fut pas reconduite. Elle était animée par Summer Sanders et Scott Hamilton, et les membres du jury étaient Dorothy Hamill, John Nicks et Mark Lund.

## Jury
| Membre           | Caractéristique                                                                 | Saison          |
| ---------------- | ------------------------------------------------------------------------------- | --------------- |
| Johnny Weir      | champion de patinage artistique                                                 | L'unique saison |
| Laurieann Gibson | chorégraphe de stars (notamment d'Alicia Keys, Lady Gaga, Keri Hilson, P.Diddy) | L'unique saison |
| Dick Button      | champion olympique 1948 et 1952 de patinage artistique                          | L'unique saison |

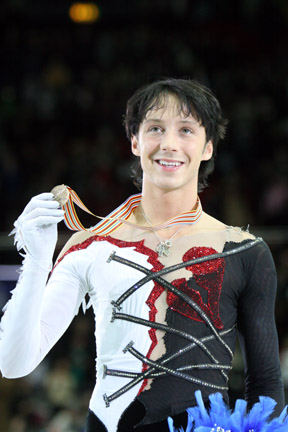
Johnny Weir
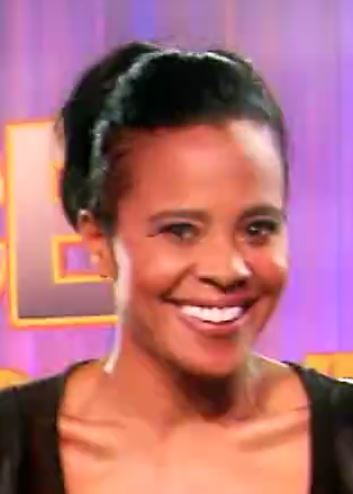
Laurieann Gibson
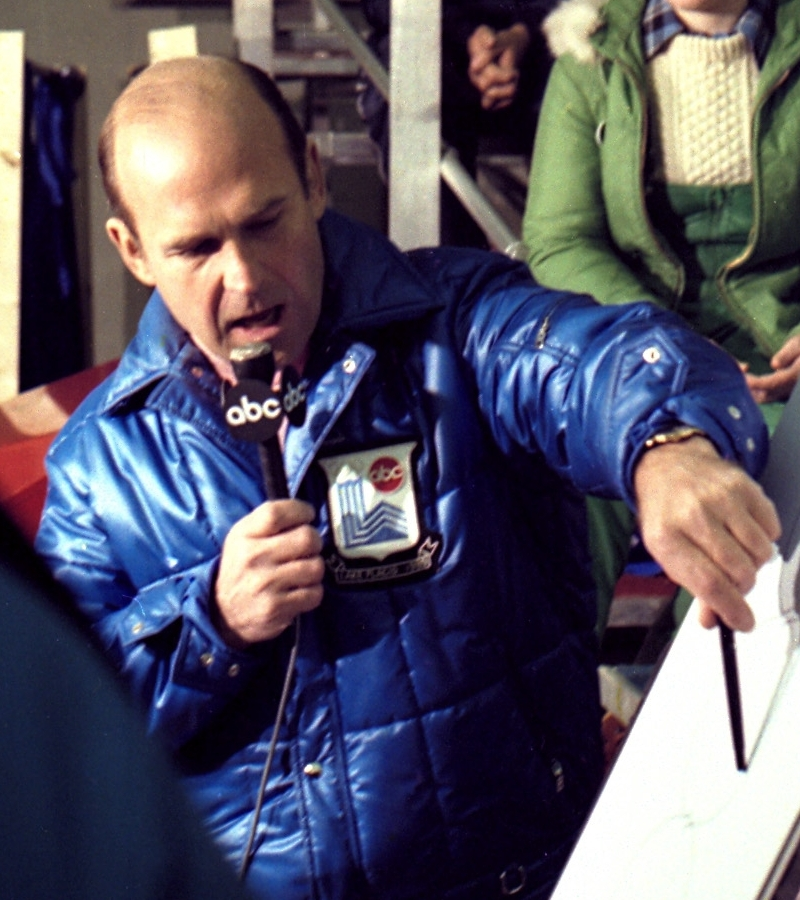
Dick Button

## Déroulement des saisons

### Édition de la FOX (2006)
L'émission fut diffusée entre le 18 janvier et le 2 mars 2006.
| Candidat         | Caractéristique                                                                  | Patineur / Patineuse | Arrivée   | Départ    | Statut    |
| ---------------- | -------------------------------------------------------------------------------- | -------------------- | --------- | --------- | --------- |
| Kristy Swanson   | actrice                                                                          | Lloyd Eisler         | Semaine 1 | Semaine 6 | Vainqueur |
| Jillian Barberie | personnalité de la télévision                                                    | John Zimmerman       | Semaine 1 | Semaine 6 | Deuxième  |
| Bruce Jenner     | champion olympique de décathlon, membre de L'Incroyable Famille Kardashian d'MTV | Tai Babilionia       | Semaine 1 | Semaine 5 | Troisième |
| Dave Coulier     | comédien                                                                         | Nancy Kerrigan       | Semaine 1 | Semaine 4 | Éliminé   |
| Deborah Gibson   | actrice, chanteuse                                                               | Kurt Browning        | Semaine 1 | Semaine 3 | Éliminée  |
| Todd Bridges     | acteur                                                                           | Jenni Meno           | Semaine 1 | Semaine 2 | Éliminé   |

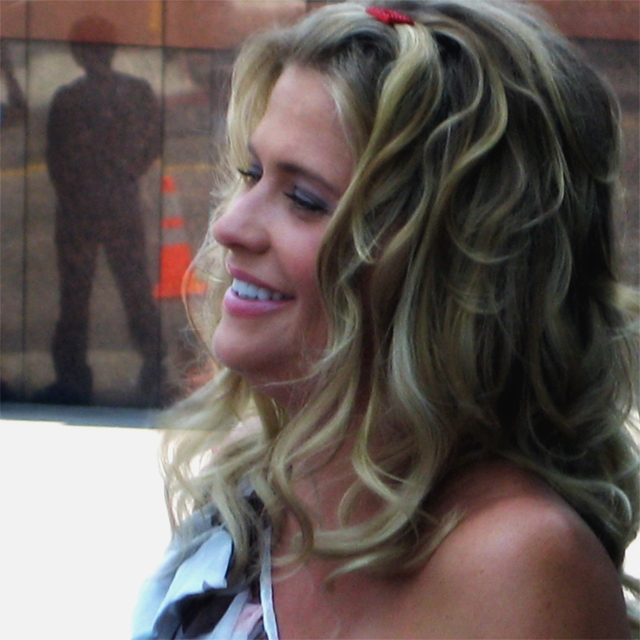
Kristy Swanson
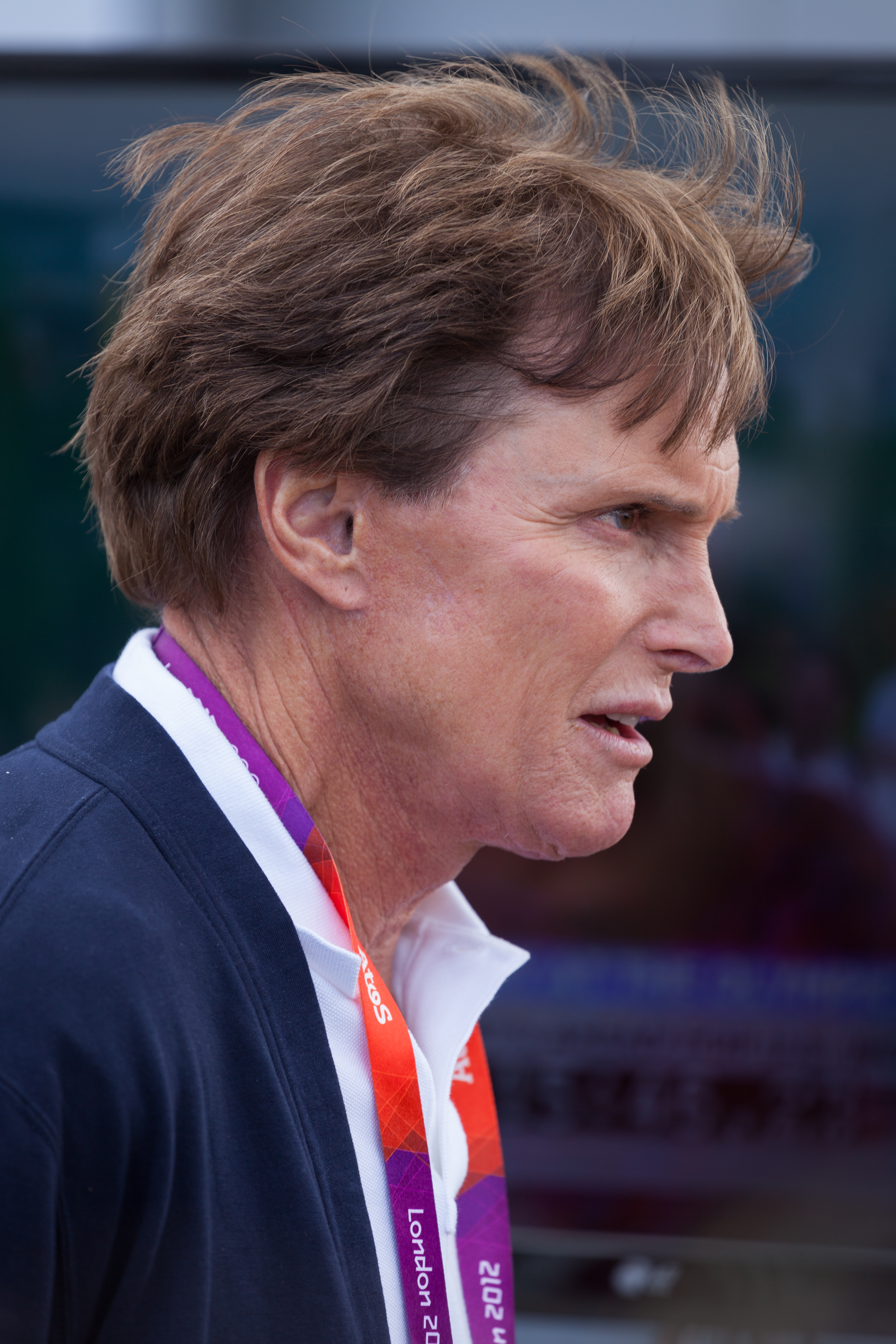
Bruce Jenner
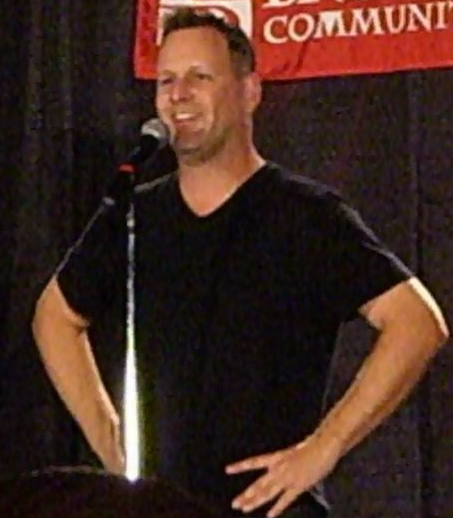
Dave Coulier
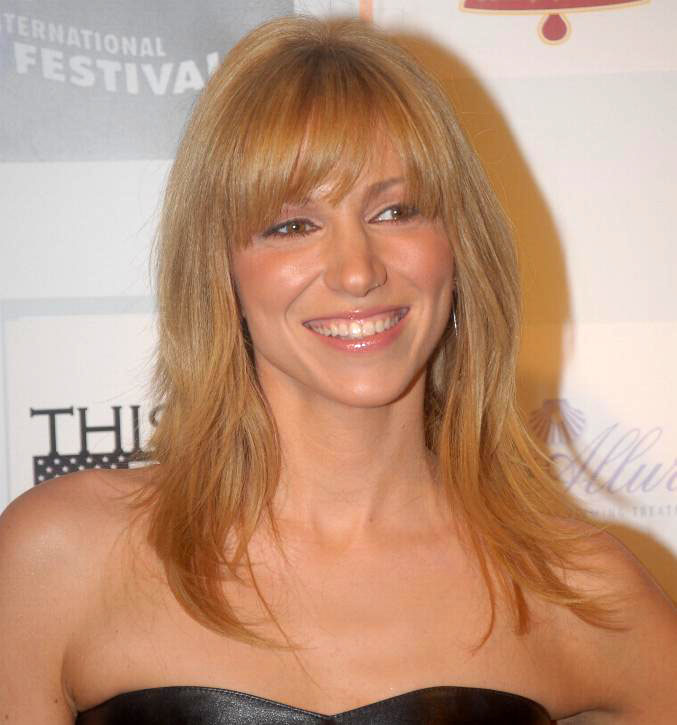
Debbie Gibson
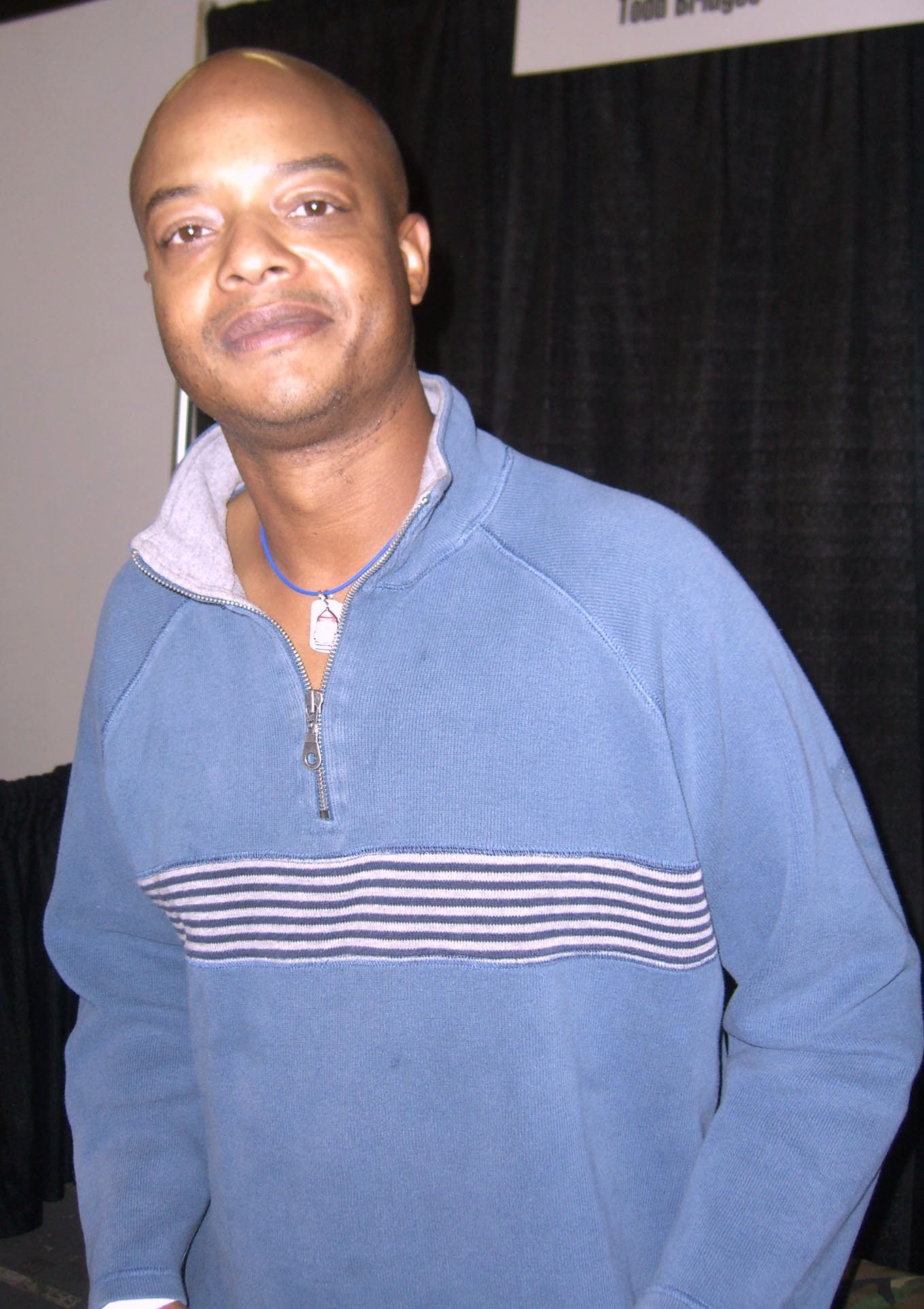
Todd Bridges

### Première édition (2010)
La première saison s'est déroulée entre le 22 novembre 2010 et le 21 décembre 2010.
| Candidat             | Caractéristique                          | Patineur / Patineuse | Arrivée   | Départ    | Statut    |
| -------------------- | ---------------------------------------- | -------------------- | --------- | --------- | --------- |
| Rebecca Budig        | actrice (dans All my Children)           | Fred Palascak        | Semaine 1 | Semaine 5 | Vainqueur |
| Bethenny Frankel     | héroïne des Real Housewives, auteur      | Ethan Burgess        | Semaine 1 | Semaine 5 | Deuxième  |
| Jonny Moseley        | champion olympique de ski                | Brooke Castile       | Semaine 1 | Semaine 5 | Troisième |
| Brandon Mychal Smith | acteur (de Disney Channel)               | Keauna McLaughlin    | Semaine 1 | Semaine 4 | Abandon   |
| Vince Neil           | membre du groupe Mötley Crüe             | Jennifer Wester      | Semaine 1 | Semaine 3 | Éliminé   |
| Sean Young           | actrice (dans Wall Street, Blade Runner) | Denis Petukhov       | Semaine 1 | Semaine 2 | Éliminée  |

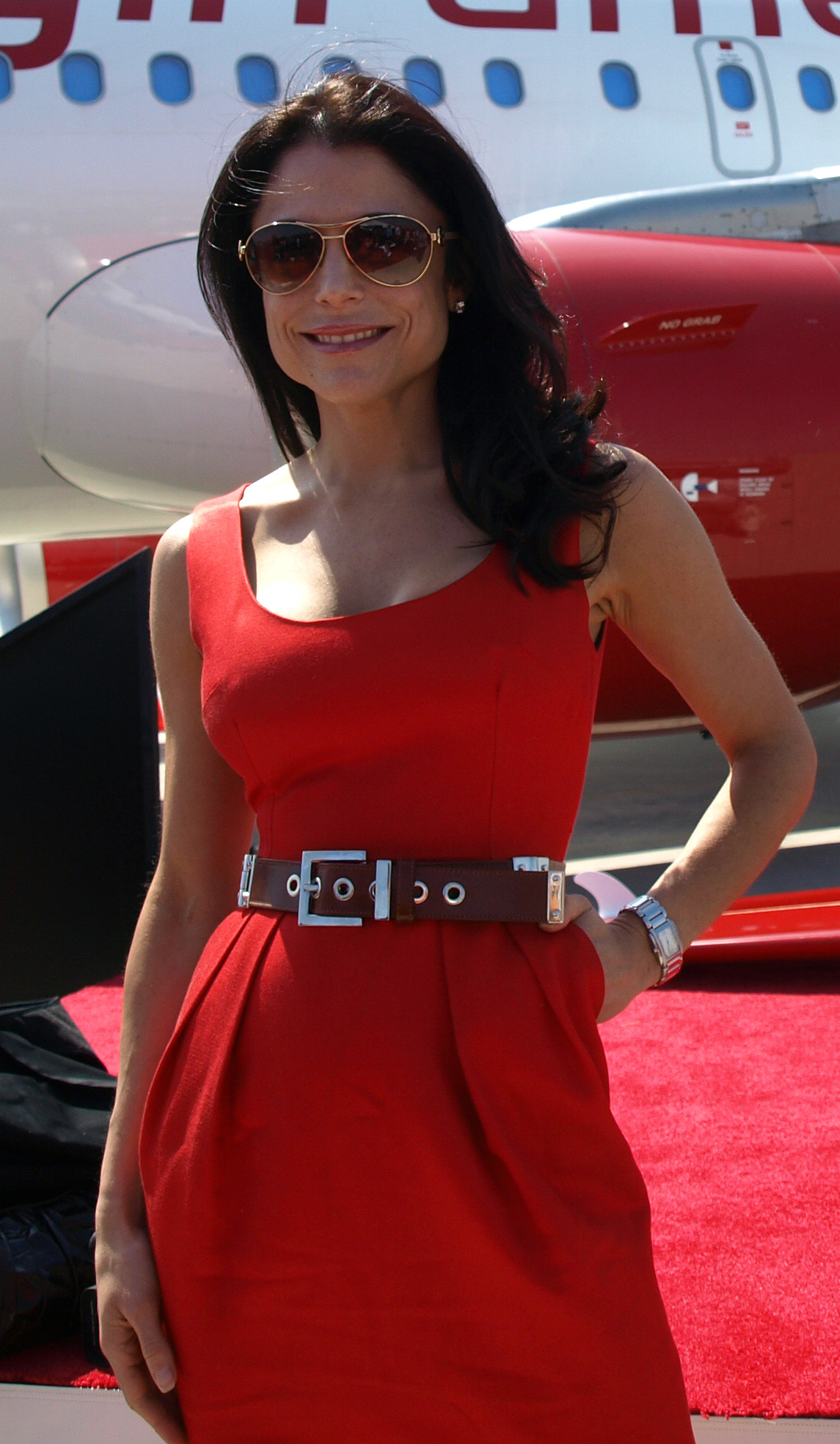
Bethenny Frankel
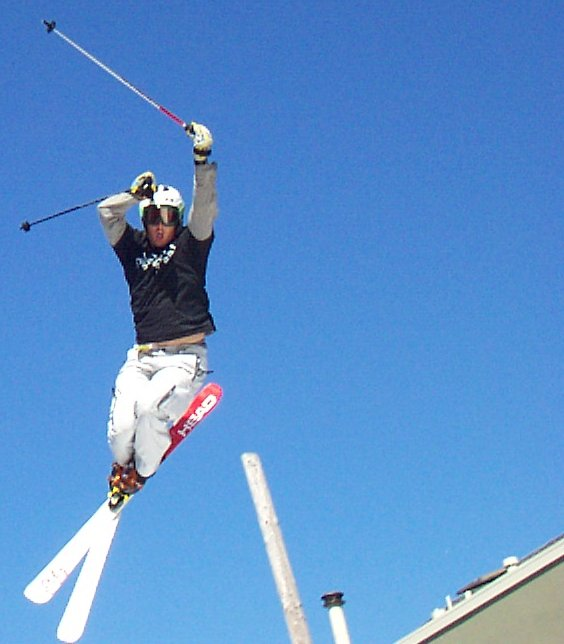
Jonny Moseley
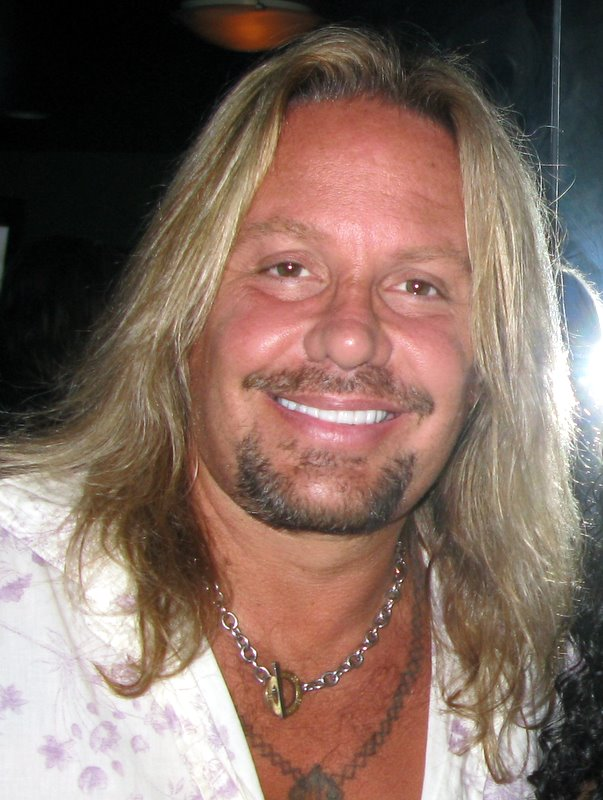
Vince Neil
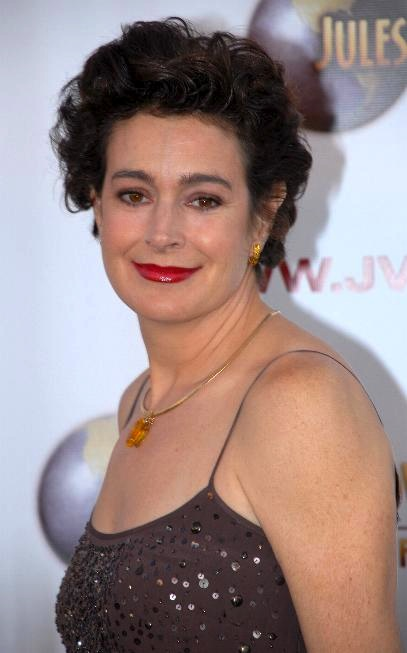
Sean Young